# Nyota Uhura
Nyota Uhura is een personage uit het Star Trekuniversum. Uhura werd gespeeld door de Amerikaanse actrice Nichelle Nichols.

## Afrika
Uhura werd geboren bij de Bantoevolken in de Verenigde Staten van Afrika in 2239. Haar voornaam Nyota is Swahili voor "ster", Uhura is afgeleid van "Uhuru", wat "vrijheid" betekent.

## Starfleet
Uhura kwam aan boord van de USS Enterprise NCC-1701 in 2266 als communicatie-officier met de rang luitenant. De Enterprise stond onder leiding van kapitein James T. Kirk. Ze bleef deze post bemannen tijdens de volledige vijfjarige missie van de Enterprise. In 2271 werd ze gepromoveerd tot luitenant-commander onder kapitein Willard Decker, die kapitein Kirk was opgevolgd als kapitein van de Enterprise (zie: Star Trek: The Motion Picture). Later werd ze gepromoveerd tot commander en werkte ze bij Starfleet Command.
In 2284 voegde Uhura zich weer bij de Enterprisebemanning om te verhinderen dat Khan Noonien Singh de Genesistorpedo in handen kreeg (zie: Star Trek II: The Wrath of Khan). Nadat de Enterprise werd vernietigd ging ze met de rest van de bemanning in een buitgemaakte Klingon ruimtekruiser terug in de tijd naar de Aarde in de 20e eeuw. Hier haalden ze een paar bultrugwalvissen, waarmee ze weer terug naar hun eigen tijd vlogen. Zonder deze walvissen, die in de toekomst uitgestorven waren, zou de wereld namelijk door een buitenaardse ruimtesonde vernietigd worden (zie: Star Trek IV: The Voyage Home).
Hierna neemt Uhura dienst op het nieuwe Starfleet schip USS Enterprise NCC-1701A (2287), wederom onder kapitein Kirk. Ze worden door Starfleet naar Nimbus III gestuurd, waar Spocks halfbroer Sybok drie ambassadeurs heeft gegijzeld. Sybok neemt het bevel over de Enterprise om naar de mythische planeet Sha Ka Ree te vliegen (zie: Star Trek V: The Final Frontier). Daarna werkte Uhura op de Starfleet Academie. In 2293 kwam ze even terug op de Enterprise om met de rest van de bemanning (en de hulp van kapitein Hikaru Sulu van de USS Excelsior) de vredesbesprekingen tussen de Federatie en de Klingons te redden (zie: Star Trek VI: The Undiscovered Country).

## Invloeden
Uhura heeft een geweldige impact op Afro-Amerikaanse vrouwen in de Verenigde Staten gehad.
- Mae Jemison, de eerste Afro-Amerikaanse vrouw in de ruimte, is een groot Star Trek fan. Ze speelde de gastrol Lt. Palmer in de Star Trek: The Next Generation (TNG) aflevering Second Chances. Ze begon elke werkdag aan boord van de Spaceshuttle Endeavour met de typische Uhura zin: "hailing frequencies open".
- Whoopi Goldberg is ook een fan van Star Trek. Toen ze Uhura voor het eerst op televisie zag rende ze naar haar moeder en riep: There's a black woman on TV and she ain't no maid! (vertaald: "Er is een zwarte vrouw op tv en ze is geen dienstmeisje!") Ook Whoopi Goldberg speelde in TNG, als Guinan, een El-Auriaanse.

## Trivia
- Uhura verscheen voor het eerst in de aflevering The Corbomite Maneuver (1966).
- De kus tussen kapitein Kirk en Uhura in de aflevering Plato's Stepchildren (1968) was de eerste interraciale kus op de Amerikaanse televisie.